# Micha Gaillard
Michel "Micha" Gaillard (1957 – 14 de janeiro de 2010) foi um político e docente universitário haitiano.

## Carreira política
Gaillard foi um grande líder de oposição contra o golpe de estado de 2004, que derrubou o presidente Jean-Bertrand Aristide. Ajudou, em 2005, a fundar o partido político Fusão dos Social-democratas Haitianos.

## Sismo do Haiti de 2010
De acordo com Jean-Robert Saget, embaixador haitiano na Alemanha, Gaillard foi morto no terremoto de 2010 no Haiti. Gaillard, que estava participando de uma reunião no Ministério da Justiça quando o terremoto ocorreu, sobreviveu ao desastre no começo, mas morreu devido aos ferimentos um dia e meio depois, em 14 de janeiro, aproximadamente às 4h15.